# Амилин
Амилинът е полипептид, хормон, произвеждан от панкреаса и освобождаван заедно с инсулина, но в далеч по-малки количества.

## Описание
Функцията на амилина е да подпомага инсулина, като потиска отделянето на глюкагон по време на хранене и забавя изпразването на стомаха.
Твърди се, че високите количества на хормона амилин в организма са една от причините за развиването на диабет.